# 吉村久夫
吉村 久夫（よしむら ひさお、1935年 - 2024年11月19日）は実業家。日経BP社・特別参与。佐賀県小城市出身。佐賀県立小城高等学校、早稲田大学第一文学部史学科卒業。日本経済新聞社に入社し、日経産業新聞編集長を経て、日経BP社の取締役、常務・専務・副社長・社長・会長などを歴任し、現在は特別参与。そのほか大阪経済大学経営学部客員教授と清華大学（中国）客員教授を務めている。

## 略歴
- 1958年　早稲田大学第一文学部卒業、日本経済新聞社入社
- 1975年　日経ビジネス編集長
- 1983年　日経産業新聞編集長
- 1987年　日経マグロウヒル社（後に日経BP社に改称）取締役
- 1994年　日経BP社・副社長
- 1998年　同社・社長
- 2002年　同社・会長
- 2005年　同社・特別参与
- 2024年11月19日　死去。89歳没[3]。

## 著書
- 『進化する日本的経営』（2005年・日経BP企画）
- 『本田宗一郎と井深大に学ぶ　現場力』（2005年・日本経済新聞社）